# Granatnik LAG 40 SB
LAG 40 SB – hiszpański granatnik automatyczny.

## Opis
LAG 40 SB jest bronią samoczynną. Zasada działania oparta na długim odrzucie lufy. LAG 40 SB strzela z zamka otwartego. Mechanizm uderzeniowy iglicowy.
LAG 40 SB jest bronią zasilaną przy pomocy taśmy metalowej (lewo, lub prawostronnie) granatami 40 x 53 mm.
Lufa gwintowana, posiada 18 bruzd prawoskrętnych zakończona tłumikiem płomienia.
Przyrządy celownicze mechaniczne. Granatnik może być montowany na podstawie trójnożnej M3 (od wkm-u M2HB lub wspornikach pojazdów mechanicznych.